# Эзоп (телеспектакль)
«Эзоп» — художественный телефильм (телеспектакль) о великом баснописце Эзопе, поставленный по мотивам пьесы бразильского драматурга Гильерме Фигейредо «Лиса и виноград». Телепремьера — 14 октября 1983 года. Часто демонстрировался по советскому телевидению, с перерывом во время антиалкогольной кампании 1985 года.

## Сюжет
Действие происходит на Самосе, в Древней Греции.
Философ Ксанф из очередного путешествия возвращается домой с новым рабом, уродливым человеком по имени Эзоп, обладающим удивительными качествами мыслителя и сочинителя. Эзоп оказывает Ксанфу различные услуги в надежде получить свободу, но Ксанф, не желающий расставаться с рабом, чьи басни он выдаёт за собственные, всякий раз обманывает его.
Однажды Ксанф приводит в дом «мудреца» по имени Агностос, стоика из Афин. Затеяв с гостем пьяный спор о том, может ли он выпить море, Ксанф в конце концов подписывает бумагу, в которой обязуется в случае неисполнения обещания выпить море передать Агностосу дом и всё имущество. Возмущённая поведением мужа, от Ксанфа уходит его жена Клея. Эзоп помогает философу вернуть жену, а затем и выпутаться из затруднения с Агностосом.
В конце концов Эзоп всё же получает свободу, но лишь для того, чтобы тут же быть обвинённым в краже. По закону, рабу в этом случае полагается телесное наказание, а свободному гражданину — смертная казнь. Ксанф предлагает Эзопу вернуться в прежнее состояние, но Эзоп выбирает умереть свободным человеком.

## В ролях
| Актёр                                       | Роль                   |
| ------------------------------------------- | ---------------------- |
| Александр Калягин                           | Эзоп, поэт, раб Ксанфа |
| Олег Табаков                                | Ксанф, философ         |
| Любовь Полищук (дублирует Галина Чигинская) | Клея, жена Ксанфа      |
| Валентин Гафт                               | Агностос               |
| Наталья Каресли (дублирует Татьяна Иванова) | Мелита, рабыня Клеи    |
| Юрий Мальцев                                | эфиоп, раб Ксанфа      |
| Владислав Пази                              | Хризипп, философ-киник |

## Съёмочная группа
- Режиссёр: Олег Рябоконь
- Оператор: Игорь Наумов
- Художники: Лариса Луконина, Вера Зелинская
- Звукорежиссёр: Морис Вендров

## Оценки
По мнению Лидии Алёшиной, «Эзоп» стал заметным достижением «актёрского кинематографа», в котором «главное — лицо актёра, на которое можно смотреть бесконечно». Телеспектакль стал важной вехой в актёрской карьере Любови Полищук. Для сыгравшего главную роль Александра Калягина решение сняться в «Эзопе» было непростым: изначально не видел эту роль своей и к тому же находился под впечатлением от её успешного исполнения в театральных постановках Виталием Полицеймако и Сергеем Юрским; тем не менее, в итоге он осознал эту роль как важную для себя, и она далась ему с особой лёгкостью.

## Историческая точность
Фильм содержит анахронизмы в изображении быта жителей Древней Греции. Так, в сценах изображающих рынок, неоднократно показаны индюки, которых не могло быть в Европе до открытия Нового Света.